# Xhanfise Keko
Xhanfise Keko (alla nascita: Xhanfize Çipi) (Gjirokastra, 27 gennaio 1928 – Tirana, 22 dicembre 2007) è stata una regista e montatrice albanese.

## Biografia
Keko ha studiato montaggio a Mosca dal 1950 al 1952. Di ritorno a Tirana ha lavorato come montatrice, occupandosi, in 17 anni di attività, di circa 140 film, in prevalenza notiziari e documentari.
Dopo aver realizzato alcuni cortometraggi, il suo primo lungometraggio come regista è stato Mimoza llastica (1973). Nei primi anni '50 è stata tra i fondatori della casa di produzione cinematografica statale "Shqipëria e Re" (ora Albfilm), l'unica in Albania fino alla caduta del regime comunista. All'inaugurazione, il 10 luglio 1952, ha passato ella stessa le forbici a Enver Hoxha per il taglio del nastro.
Tra il 1973 ed il 1984 ha curato la regia di dieci film per ragazzi, genere per il quale è diventata un'icona nella cinematografia albanese. I suoi film per ragazzi trattano temi patriotici e relativi al socialismo, e venivano spesso mostrati alle associazioni giovanili, seguiti da dibattiti concernenti le prospettive ideologiche. Lo studioso americano di cinema Bruce Williams ha tuttavia fatto notare che nelle opere della Keko non si tratta esclusivamente di propaganda, in quanto sono spesso privilegiati i temi della famiglia e dello stato, anche da una prospettiva non allineata.
Il suo film più noto, anche al di fuori dell'Albania, è Beni cammina da solo (1975 – Beni ecën vetë), mostrato già nei primi anni '80 sui teleschermi e nelle sale cinematografiche della Germania Est. Vi si tratta di un bambino di città, iperprotetto dai genitori, che, durante un soggiorno in campagna da uno zio, impara il valore dell'indipendenza e del lavoro fisico. Xhanfise Keko è nota anche per una serie di film nei quali i bambini fungono da informatori. Il primo film di questo filone, Tomka dhe shokët e tij, mostra dei bambini che spiano un'installazione nazista durante l'occupazione tedesca dell'Albania per poi riferirne ai partigiani. La serie continua con Dietro le orme (Pas gjurmëve) (1978) e Partizani i vogël Velo ("Il piccolop partigiano Velo") (1980).
Quando Keko è andata in pensione nel 1984 le è stato assegnato il titolo di "Artista del popolo" albanese. Una via del quartiere Xhamlliku di Tirana, non lontano dagli ex-stabilimenti cinematografici, le è stata intitolata. Keko è stata sposata col regista Endri Keko. Loro figlio è stato lo scrittore Teodor Keko (1958–2002). L'autobiografia di Xhanfise Keko, Ditët e jetës sime ("I giorni della mia vita") è uscita postuma nel 2008

## Filmografia (parziale)
(Regia e montaggio, salvo dove indicato)
- Festivali folkloristik, documentario (1949)
- Kongresi i 3 i PPSH, documentario (1952)
- Ringjallja, documentario (1961)
- Tregim për njerzit e punës, documentario (1963)
- Miqësi e madhe unitet luftarak, documentario (1966)
- Kalitemi pür mbrojtjen e atdheut, documentario (1967)
- Gra heroike shqiptare përpara, documentario (1967)
- Ato çajnë përpara, documentario (1967)
- Plagë të vjetra, solo montaggio (1968)
- Lart flamujt e aksioneve, documentario (1968)
- Kalitemi nepërmjet aksioneve, documentario (1968)
- Nga festivali artistik i fëmijve, documentario (1969)
- Tingujt dhe fëmijët, documentario (1970)
- A B C…. ZH, cortometraggio (1971)
- Kryengritje në pallat, cortometraggio (1972)

- Shkolla tingujt ngjyra, documentario (1972)
- Kongresi i 6 PPSH, documentario (1972)
- Krevati i Perandorit, cortometraggio, solo montaggio, regia di Endri Keko (1973)
- Mimoza llastica, (1973)
- Qyteti më i ri në botë, (1974)
- Beni cammina da solo (Beni ecën vetë),  (1975)
- Reportazh nga Tropoja, documentario (1975)
- Për popullin, me popullin, documentario (1975)
- Tingujt e luftës, (1976)
- Malësorët pas komisarëve, (1976)
- Tomka dhe shokët e tij,  (1977)
- Dietro le orme (Pas gjurmëve) (1978)
- Partizani i vogël Velo,  (1980)
- Quando si gira un film (Kur po xhirohej një film), solo regia (1981)
- Një vonesë e vogël, solo regia (1983)
- Taulanti kërkon një motër (conosciuto internazionalmente anche col titolo inglese Taulant Wants a Sister[6]), solo regia (1985)